# Ignacio Temiño

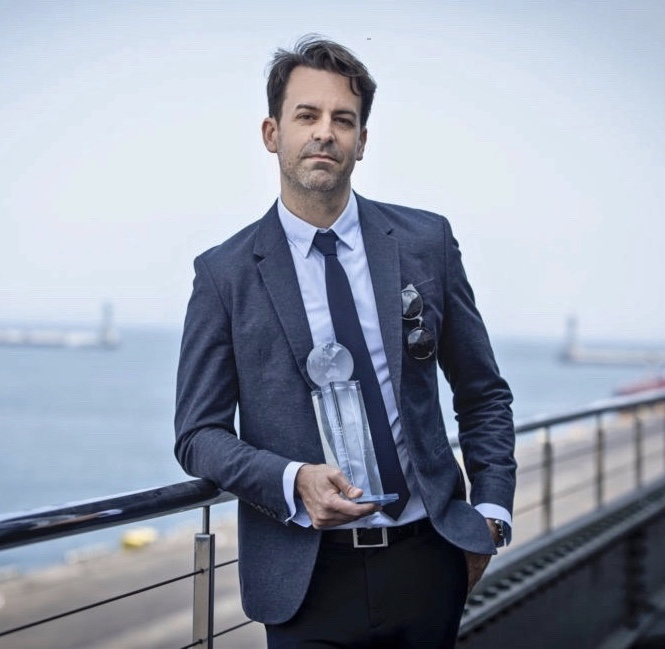
Entrega en Gdynia del premio al Mejor Periodista Extranjero, otorgado en 2019 por el Club de la Prensa Polaco.

Luis Ignacio Temiño Martínez, también conocido como Nacho Temiño (Murcia, 11 de julio de 1977), es un periodista español, docente y doctor especializado en branding y marca país. Premio al Mejor Periodista Extranjero en Polonia en 2019.

## Trayectoria
Actualmente trabaja media jornada en el grupo municipal de Vox en el Ayuntamiento de Lorca.
En los últimos años ha trabajado como corresponsal de la Agencia Efe en Polonia. También ha sido corresponsal en Europa Oriental para el diario El Mundo y la emisora Radio Nacional de España, entre otros. Ha sido colaborador habitual de medios polacos como Polski Radio y TVN24 (canal de noticias parte del grupo TVN).
El Club de la Prensa de Polonia (Press Club Polska, en polaco. Miembro de la Asociación Internacional de Clubes de Prensa) le concedió en 2019 el premio Maciej Płażyński al Mejor Periodista Extranjero (reconocimiento que lleva el nombre del político polaco Maciej Płażyński, fallecido en el accidente aéreo de Smolensk en 2010), en una ceremonia que tuvo lugar en la ciudad de Gdynia.
En 2019 leyó en la UCAM su tesis doctoral sobre la imagen de España en Polonia y la repercusión de esta en las empresas y productos españoles presentes en el mercado polaco.
En Varsovia ha ejercido como docente en la facultad de Nuevos Medios y Periodismo de la universidad Collegium Civitas.

## Distinciones
- Premio Maciej Płażyński al Mejor Periodista Extranjero (2019). Concedido por el Club de la Prensa de Polonia (Press Club Polska, en polaco)[7][8]